# Eugênio Rodrigues Jardim
Eugênio Rodrigues Jardim (Cidade de Goiás, 6 de outubro de 1858 — Rio de Janeiro, 1926) foi um militar e político brasileiro.

## Biografia
Filho de José Rodrigues Jardim e Maria da Pureza Jardim, entrou para a carreira militar assentando praça em 13 de maio de 1875, no 20º Batalhão de Infantaria da cidade de Goiás como cadete, após ter feito a instrução primária e o ensino secundário no Liceu de Goiás.
Em 27 de agosto de 1883 foi promovido a alferes, e no dia 16 de abril de 1889, ao cargo de tenente da Arma de Cavalaria do Rio de Janeiro. Em 3 de janeiro de 1890, pela ordem do dia n° 8, é transferido do 5° para o 9º Regimento da Cavalaria da cidade do Rio de Janeiro. Em 2 de novembro de 1892, é promovido a capitão deste mesmo regimento.
Pela carta-patente de 3 de fevereiro de 1896 é promovido a tenente-coronel. Atuou no Corpo de Bombeiros da cidade do Rio de Janeiro até 1 de setembro de 1905, quando foi considerado incapaz de exercer a função, devido a uma fratura da perna direita.
Neste ano, reforma-se no posto de coronel, segundo o decreto de 28 de agosto de 1905, transferindo-se para a cidade de Goiás, onde adquire a fazenda Quinta.
Em 1909, reside na praça Pinheiro Machado, casando em 3 de novembro com Diva Fagundes Caiado (1881-1978), filha de Torquato Ramos Caiado e Claudina Azevedo Fagundes. Foi uma das figuras mais importantes da Revolução de 1909.
De seu casamento teve oito filhos, Eugênio Caiado Jardim, Elza Elisa Caiado Jardim, Antonieta Caiado Jardim, Diva Caiado Jardim, Eudi Caiado Jardim, Maria de Lourdes Caiado Jardim, Maria do Rosário Caiado Jardim e José Torquato Caiado Jardim.
Em 1 de maio de 1909 torna-se delegado da polícia do estado de Goiás. No dia 8 de maio deste mesmo ano, é encarregado de organizar o corpo policial. Deixa o cargo em 23 de outubro de 1909 e em 18 de novembro de 1909 é nomeado pelo presidente da república, Nilo Peçanha, inspetor agrícola do 11º distrito. No dia 13 de junho de 1912, é nomeado pelo presidente da república, Hermes da Fonseca, comandante superior da Guarda Nacional do estado de Goiás.
Seu interesse pela política foi reforçado devido à insistência de amigos e parentes, que perceberam que a influência do coronel seria de grande utilidade na vida pública. Foi um dos principais fundadores do Partido Democrata de Goiás no ano de 1909. Nas eleições estaduais de 30 de janeiro de 1915, é eleito senador da República, contudo não assumiu o cargo.
Foi eleito presidente de Goiás, tomando posse no dia 14 de julho de 1921. Em seu mandato montou uma fábrica de tecidos, e autorizou a construção de várias estradas, ligando a cidade de Goiás às cidades goianas localizadas na fronteira de Minas Gerais. Inaugurou cinco grupos escolares, um deles em Rio Verde, e construiu uma ponte sobre o Rio dos Bois. Deixou o cargo em 27 de julho de 1923.
Nas eleições de 17 de fevereiro de 1924 foi eleito novamente senador da República, seguindo para a capital federal em 1926. Na noite de 25 de julho de 1926, morre após ser atropelado por um carro.